# Foliación de Reeb
En matemáticas, la foliación de Reeb es una foliación específica sobre la 3-esfera. Fue construida por el matemático francés Georges Reeb (1920–1992).
Está basada en una separación de la 3-esfera en dos toros sólidos, a lo largo de un 2-toro. El interior de cada uno de los dos toros sólidos está foliado por superficies difeomórficas al plano {\displaystyle R^{2}}, con el toro que los separa que forma una hoja adicional.

## Ilustraciones
|  |  |